# Talakin Mons
Il Talakin Mons è una struttura geologica della superficie di Venere.